# Cheyenne Bottoms
Les Cheyenne Bottoms sont une zone humide américaine dans le comté de Barton, au Kansas. Il constitue un site Ramsar depuis le 19 octobre 1988.